# Talatona

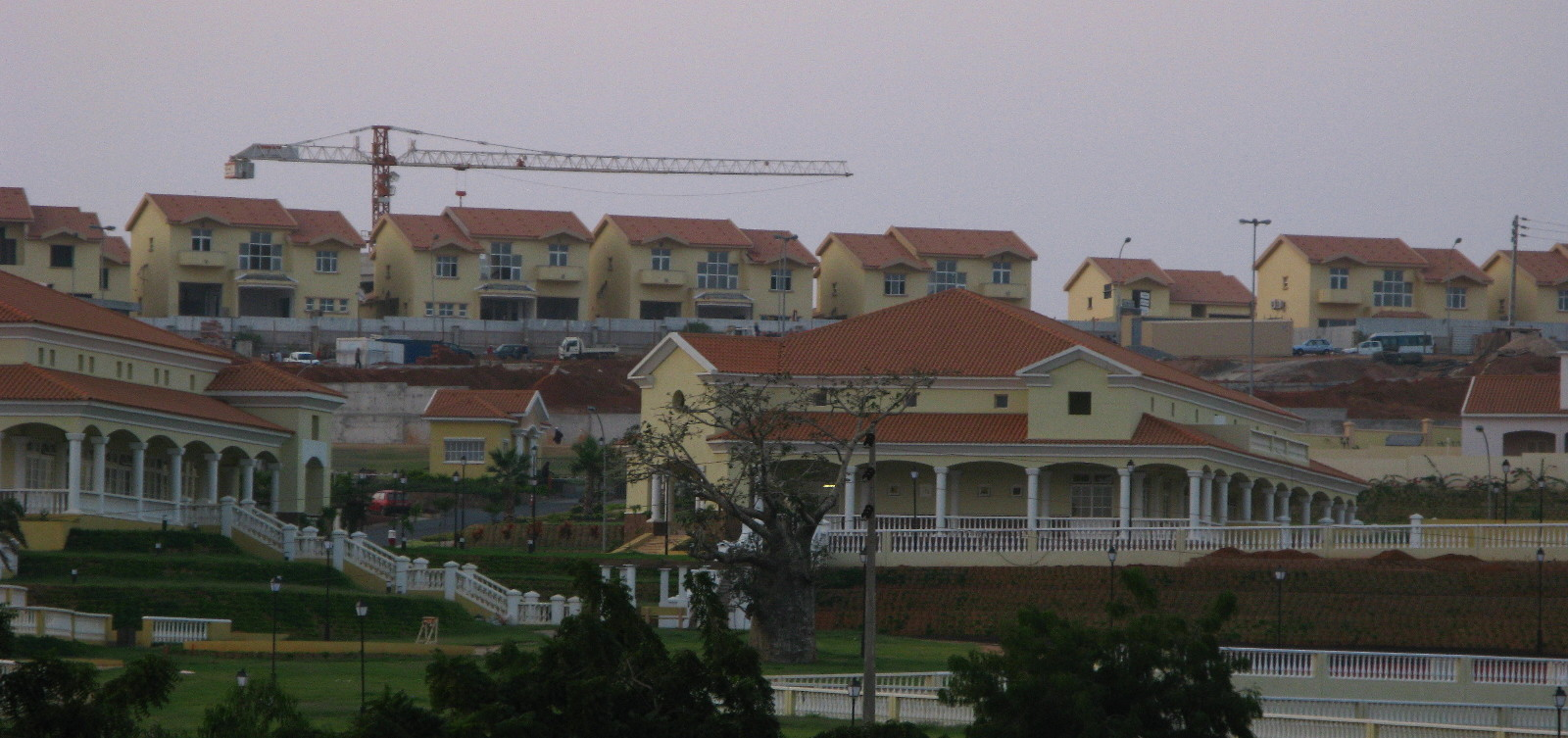
Talatona, en 2009.

Talatona es una ciudad y municipio de la provincia de Luanda, limítrofe con la capital de Angola, Luanda.
Fue diseñado por el gobierno angoleño para reducir el tráfico en el centro de Luanda; Su infraestructura fue construida en un local al sur de Luanda, que actualmente alberga varios servicios administrativos y económicos que fueron reubicados de la zona central de la capital. Según las proyecciones de población de 2018 elaboradas por el Instituto Nacional de Estadística, tiene una población aproximada de 500.000 habitantes. Está compuesto por la comuna sede, que también lleva el nombre de Talatona, el distrito-comuna de Benfica y los distritos urbanos de Camama, Futungo de Belas y Quifica. El término municipal está bañado por la bahía de Mussulo, con dos islas que se encuentran en ésta, siendo el islote de Pájaros y la isla de Desterro.